# Sun Mingyang
Sun Mingyang (chinesisch 孫明陽 / 孙明阳, Pinyin Sūn Míngyáng; * 3. Februar 1999) ist eine chinesische Tischtennisspielerin. Sie ist Rechtshänderin und verwendet die europäische Shakehand-Schlägerhaltung.

## Turnierergebnisse
| Verband | Veranstaltung        | Jahr | Ort            | Land | Einzel        | Doppel    | Mixed | Team | U-21          |
| ------- | -------------------- | ---- | -------------- | ---- | ------------- | --------- | ----- | ---- | ------------- |
| CHN     | World Tour           | 2020 | Magdeburg      | GER  | letzte 32     |           |       |      |               |
| CHN     | World Tour           | 2020 | Doha           | QAT  | letzte 32     |           |       |      |               |
| CHN     | World Tour           | 2019 | Budapest       | HUN  | letzte 16     |           |       |      |               |
| CHN     | World Tour           | 2019 | Shenzhen       | CHN  | letzte 32     | letzte 16 |       |      |               |
| CHN     | World Tour           | 2019 | Hongkong       | HKG  | letzte 16     |           |       |      |               |
| CHN     | World Tour           | 2019 | Geelong        | AUS  | Viertelfinale |           |       |      |               |
| CHN     | World Tour           | 2019 | Linz           | AUT  | letzte 128    | letzte 16 |       |      |               |
| CHN     | World Tour           | 2018 | Panagjurischte | BUL  |               |           |       |      | Viertelfinale |
| CHN     | World Tour           | 2018 | Olmütz         | CZE  | letzte 16     |           |       |      | Viertelfinale |
| CHN     | World Tour           | 2018 | Doha           | QAT  | Qual.         |           |       |      | Viertelfinale |
| CHN     | World Tour           | 2017 | Linz           | AUT  | Qual.         |           |       |      | letzte 16     |
| CHN     | World Tour           | 2017 | Magdeburg      | GER  | letzte 32     |           |       |      | Silber        |
| CHN     | World Tour           | 2017 | Stockholm      | SWE  | letzte 16     |           |       |      | Halbfinale    |
| CHN     | World Junior Circuit | 2016 | Taicang        | CHN  | Halbfinale    |           |       | 1    |               |